# Kpomé
Kpomé è un arrondissement del Benin situato nella città di Toffo (dipartimento dell'Atlantico) con 6.432 abitanti (dato 2006).